# Bergfrisch
Bergfrisch ist in der Bergmannssprache und im geologischen Sprachgebrauch die Bezeichnung für den Zustand eines unverwitterten Gesteins oder Minerals, unmittelbar nachdem es einem anstehenden  Gesteinskörper entnommen wurde.

## Begriff
Dabei ist es unerheblich, ob das entsprechende Material einem natürlichen Aufschluss, einem Steinbruch oder Tagebau oder einem Bergwerk entstammt. Der Begriff wird in erster Linie auf Gesteine und Minerale angewendet, die unter dem Einfluss von Tageslicht, Sauerstoff oder Luftfeuchtigkeit oder aber durch Feuchtigkeitsverlust (Verlust der Bergfeuchte) ihr Aussehen erheblich verändern oder sogar eine chemische Umwandlung erfahren.
So ist das Evaporitgestein Carnallitit außerhalb seines natürlichen Gesteinsverbandes nur relativ kurzzeitig beständig, da es das extrem hygroskopische Mineral Carnallit enthält, das zerfließt, weil es sich in dem der Luft entzogenen Wasser löst. Ein Tonstein, der sich in bergfrischem Zustand eher plastisch verhält, kann bei schneller Austrocknung extrem brüchig werden und zu Staub zerfallen.
Steinbrüche werden deshalb möglichst nach Norden ausgerichtet, damit das Gestein leichter gewinn- und bearbeitbar bleibt. Steinmetzen bezeichnen das Gestein, das unmittelbar vor Bearbeitung einem Steinbruch entnommen wurde mit dem Begriff „bruchfrisch“ oder „bruchfeucht“. Es kann mit geringerem Aufwand und Werkzeugverschleiß bearbeitet werden.